# Abductor pollicis longus

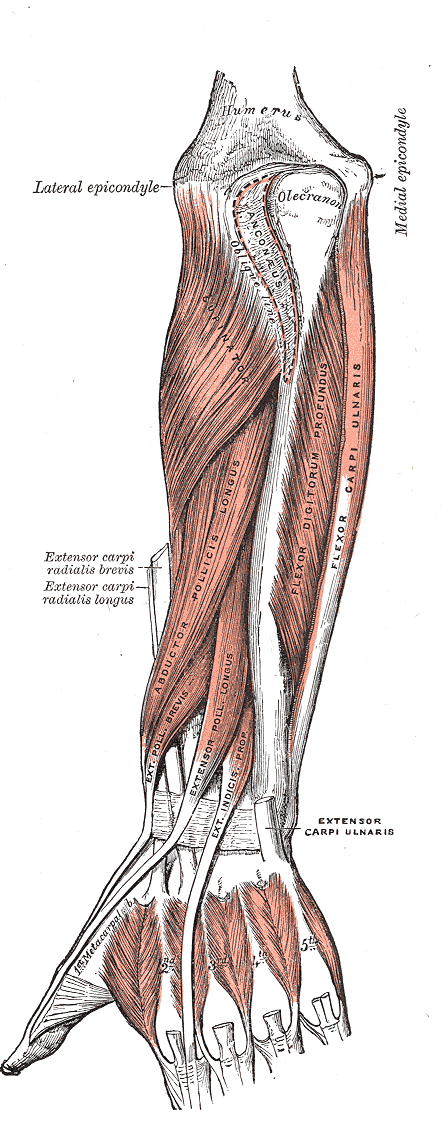
Underarmens muskulatur

Abductor pollicis longus (latin: musculus abductor pollicis longus, "tummens långa isärförarmuskel"), i människans kropp en skelettmuskel i underarmen placerad distalt om m. supinator. Som namnet antyder är muskelns främsta uppgift att abducera tummen (pollex).
Abductor pollicis longus har sitt ursprung i de posteriora aspekterna hos armbågsbenet (ulna) respektive strålbenet (radius): Dels i den laterala delen av armbågsbenets dorsala sida (distalt om m. anconeus fäste); dels i ett fibröst ledband (syndesmos) mellan underarmsbenen (underarmsmembranet, membrana interossea antebrachii); och dels i den mellersta tredjedelen av strålbenets dorsala sida.
Muskeln fortsätter distalt och radialt ut i en sena som passerar genom en fördjupning längst ut på strålbenet. Tillsammans med m. extensor pollicis brevis dyker muskeln upp mellan m. extensor digitorum och m. extensor carpi radialis brevis.
Därefter svänger muskeln över mm. extensor carpi radialis brevis och longus för att, liksom handens övriga extensormuskler, passera genom ett senfack under extensorretinaklet (retinaculum extensorum). 
Muskeln har sitt fäste på tummens bas, det första metakarpalbenets (os metacarpale I) radiala sida.
Tillsammans med m. extensor pollicis longus bildar m. abductor pollicis longus ett triangulär fördjupning på handens radiala sida, proximalt om tummen. Fördjupningen kallas den anatomiska snusgropen och syns bäst vid maximal extension (dorsalflexion) och abduktion av tummen. 
Muskeln ger abduktion, extension och lateralrotation i carpometacarpalleden och kan också bidra i abduktion av handleden.
Muskeln innerveras av n. radialis.